# Allenwood (Pensilvania)
Allenwood es un lugar designado por el censo ubicado en el condado de Union en el estado estadounidense de Pensilvania. En el año 2010 tenía una población de 321 habitantes.

## Geografía
Allenwood se encuentra ubicado en las coordenadas 41°6′29″N 76°53′53″O / 41.10806, -76.89806.